# Käthe Leichter
Marianne Katharina « Käthe » Leichter, née à Vienne le 20 août 1895 et morte assassinée en mars 1942, est une économiste autrichienne, militante pour les droits des femmes, journaliste et femme politique. Elle est membre du Parti social-démocrate d'Autriche et de la Chambre du travail de Vienne. Elle est détenue au camp de concentration de Ravensbrück sous le régime nazi et tuée au gaz au centre d'extermination de Bernburg en 1942. 

## Jeunesse
Leichter est née Marianne Katharina Pick en 1895 à Vienne, la deuxième fille d'un couple juif, l'avocat Josef Pick (1849, Náchod  –  1926) et sa femme Charlotte "Lotte" Rubinstein (1871, Galați  –  1939),. Sa sœur aînée est la compositrice et musicothérapeute austro-américaine Vally Weigl. 
Käthe est diplômé du Beamten-Töchter-Lyceum en 1914 et part ensuite étudier les sciences politiques à l'Université de Vienne. Comme, à l'époque, les femmes autrichiennes ne sont pas autorisées à obtenir leur diplôme, elle est transférée à l'université allemande de Heidelberg en 1917; elle y obtient son diplôme en juillet 1918 avant de retourner à Vienne pour effectuer deux autres semestres à l'université. 

## Carrière politique
Leichter s'implique dans le Wiener Jugendbewegung (Mouvement de la jeunesse viennoise), une organisation radicale de gauche, en tant qu'étudiante avant le déclenchement de la Première Guerre mondiale, et est ensuite membre de la Parteischüler-Bildungsverein Karl Marx (Association Karl Marx des étudiants et des professeurs), un groupe marxiste de membre du Parti social-démocrate d'Autriche (SDAPÖ) qui s'oppose à la guerre. Lors de la fondation de la République d'Autriche en 1918, et comme elle est l'une des premières femmes autrichiennes diplômées en sciences politiques à se spécialiser en économie, elle a rejoint la Reichswirtschaftskommission der Arbeiterräte (Comité économique d'État des conseils des travailleurs), la Sozialisierungskommission (de) (Comité d'État pour la socialisation de l'industrie) et la Zentralverband für Gemeinwirtschaft (Organisation centrale des biens publics et des sociétés), ainsi que le ministère des Finances. 
Leichter rejoint la Frauenreferat der Wiener Arbeiterkammer (Département des femmes de la Chambre des travailleurs institutionnalisée de Vienne) en 1925 et en dirige le département jusqu'en 1934. Elle est ensuite élue au Betriebsrat der Wiener Arbeitkammer (Comité des travailleurs de la Chambre des travailleurs institutionnalisée de Vienne) en 1932. Elle publie des articles et des rapports basés sur des données statistiques qu'elle recueille sur le travail des femmes en Autriche, et donne également des conférences, des cours scolaires et des émissions de radio pour défendre les droits des femmes. Elle plaide pour l'égalité de rémunération, l'embauche de plus de femmes dans l'administration sociale et les possibilités d'emploi pour les femmes ayant fait des études universitaires. 

## Vie privée
Elle épouse Otto Leichter (de), un collègue socialiste et journaliste, en 1921. Elle donne naissance à leur premier fils, Heinz, en 1924 et à leur deuxième, Franz, en 1930. 

## Persécution politique et mort
Lorsque le SDAPÖ est interdit en Autriche en février 1934, Leichter rejoignit les Revolutionäre Sozialisten (socialistes révolutionnaires), une organisation clandestine créée en réponse à l'interdiction du parti. Elle et son mari Otto partent en exil à Zurich pendant six mois en 1934, mais reviennent à Vienne quand elle est élue présidente du département éducation des socialistes révolutionnaires. Elle écrit des brochures antifascistes et publie des articles à l'étranger sous les pseudonymes de Maria Mahler et Anna Gärtner. Après l'invasion de l'Autriche par le parti nazi en 1938, elle tente de fuir le pays avec sa famille ; bien que sa famille réussisse à s'échapper, Leichter est arrêtée par la Gestapo à Vienne le 30 mai 1938 et emprisonnée. Elle est envoyée au camp de concentration de Ravensbrück en 1940 et est assassinée au gaz au centre d'extermination de Bernburg au début de 1942. Une urne remplie de terre du camp de Ravensbrück déposée au Feuerhalle Simmering lui sert de cénotaphe à Vienne. 

## Héritage
Käthe Leichter-Gasse, une rue du quartier Hietzing de Vienne, est nommée en sa mémoire en 1949. Un prix annuel décerné par le gouvernement autrichien à une femme historienne est également nommé en sa mémoire. L'historienne austro-américaine Gerda Lerner écrit que Leichter « incarne les idéaux les plus élevés du féminisme - une activité permanente au nom de toutes les femmes, mais surtout des femmes de la classe ouvrière ; la conviction que les réformes sociales ne sont justes que si elles servent les intérêts des femmes aussi bien que des hommes ; la lutte sans compromis contre le fascisme et le national-socialisme, qui lui ont coûté la vie. »